# Sun Valley Conference

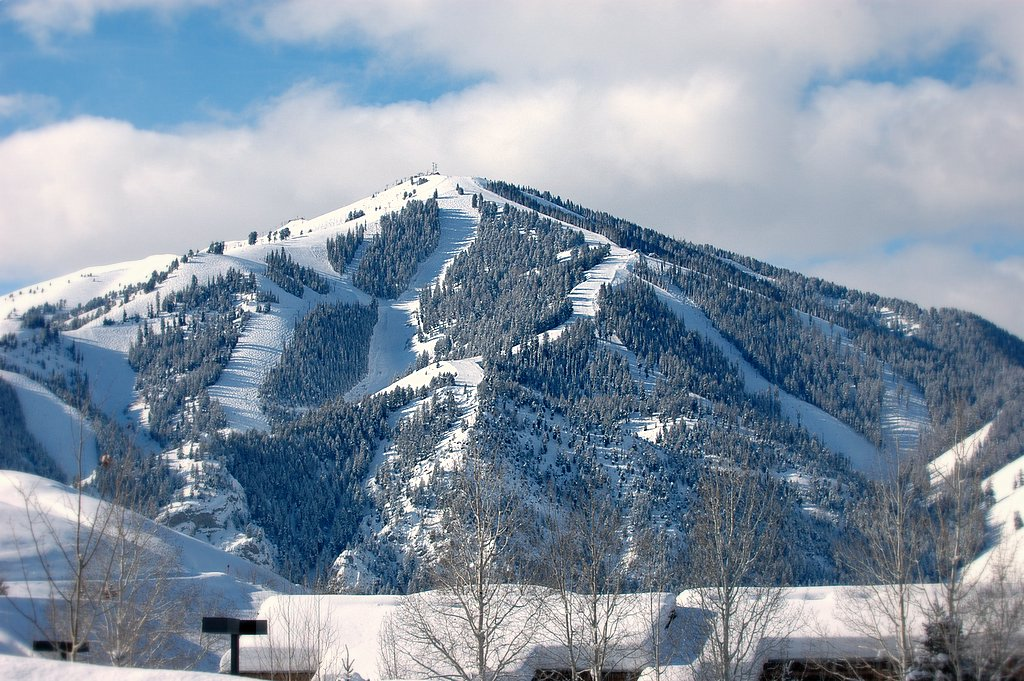
Sun Valley, Idaho

Die Sun Valley Conference (offiziell: Allen & Company Sun Valley Conference) ist ein seit 1983 jährlich in Sun Valley, Idaho abgehaltenes mehrtägiges Treffen, welches Führungspersönlichkeiten aus den Bereichen Medien, Kultur, Technologie, Wirtschaft, Philanthropie und Politik zusammenbringt. Das Treffen wird von der privaten Investmentbank Allen & Company organisiert und finanziert. Der Sun Valley Conference wird eine besondere Bedeutung beim Anbahnen und Abschluss von Unternehmensdeals und beim Networking innerhalb von Eliten in den Bereichen Medien und Wirtschaft zugeschrieben.

## Das Treffen
Jeden Juli findet die Sun Valley Conference in der Sun Valley Lodge (einem luxuriösen Skiresort) in Idaho statt und dauert vier Tage. Die Treffen sind privat und enthalten Freizeitaktivitäten wie Wandern, Rafting und Golf, zur jeweiligen Agenda passende Vorträge sowie Cocktailpartys und Dinner am Abend. Die meisten Gäste reisen mit ihren Privatjets an. Gäste dürfen auch ihre Familien mitbringen. Aufgrund der ungezwungenen und gleichzeitig exklusiven Atmosphäre wurde das Treffen auch als „Sommercamp der Milliardäre“ bezeichnet.

## Geschichte
Die Sun Valley Conference wurde 1983 von Herbert Allen ins Leben gerufen, dem CEO der 1922 gegründeten Investmentbank Allen & Company. Diese gilt als gut vernetzt und als eines der wenigen verbliebenen Familienunternehmen an der Wall Street. Sie hat es als Unternehmensziel „langfristige und lukrative Beziehungen zu Unternehmensführern zu knüpfen“ und konzentriert sich auf einen kleinen Kreis von exklusiven Klienten. Allen hatte zudem Verbindungen zur Unterhaltungsindustrie, da er 1973 das Filmstudio Columbia Pictures gekauft und dieses 1982 an die Coca-Cola Company weiterverkauft hatte, wonach Allen Vorstandsmitglied bei Coca-Cola wurde. Das erste Treffen in Sun Valley hatte 35 Teilnehmer und Allen als einzigen Sprecher. Ab den frühen 1990er Jahren gehörte Berkshire-CEO Warren Buffett (ein Investor in Coca-Cola) zu den regelmäßigen Teilnehmern.
An der Sun Valley Conference nehmen schwerpunktmäßig die Leiter großer Medienkonzerne und CEOs von Großunternehmen teil. Aber auch Persönlichkeiten aus Hollywood sowie Politiker wurden bei dem Treffen gesichtet. Mit der Zeit ist die Teilnehmerzahl deutlich angewachsen und 2012 standen bereits 628 Namen auf der Teilnehmerliste. In jüngerer Zeit gehörten die Leiter von Big Tech aus dem Silicon Valley zu den prominentesten Teilnehmern, mit Gästen wie Mark Zuckerberg, Jeff Bezos, Tim Cook, Sergey Brin, Sundar Pichai, Elon Musk und Sam Altman. Verschiedene wichtige Geschäfte sollen auf dem Treffen vereinbart sollen sein, wie u. a. die Fusion von Disney und ABC 1996 oder die Übernahme der Washington Post durch Jeff Bezos 2012.

## Teilnehmer
- Paul Allen, Gründer von Microsoft[4]
- Sam Altman, CEO von OpenAI[3]
- Marc Andreessen, Unternehmer und Investor[4]
- Mary Barra, CEO von General Motors[3]
- Jeff Bezos, Gründer von Amazon[4]
- Tony Blair, Premierminister des Vereinigten Königreiches[5]
- Michael Bloomberg, Medienunternehmer und Bürgermeister von New York City[4]
- Bill Bradley, Politiker und Basketballspieler
- Warren Buffett, CEO von Berkshire Hathaway[4]
- Chris Christie, Gouverneur von New Jersey[4]
- Sergey Brin, Gründer von Google[4]
- Tim Cook, CEO von Apple[4]
- Anderson Cooper, CNN-Journalist[3]
- Mathias Döpfner, Vorstandsvorsitzender der Axel Springer SE[4]
- Jack Dorsey, Gründer von Twitter und Block[4]
- Michael Eisner, CEO von Disney[3]
- Diane von Fürstenberg, Modedesignerin, Geschäftsfrau und Philanthropin[6]
- Bill Gates, Gründer von Microsoft[4]
- Melinda French Gates, Unternehmerin und Philanthropin[4]
- Reed Hastings, Gründer von Netflix[4]
- Reid Hoffman, Mitgründer von LinkedIn[4]
- Bob Iger, CEO von Disney[3]
- LeBron James, Basketballspieler[7]
- Travis Kalanick, Gründer von Uber[4]
- Alex Karp, CEO von Palantir Technologies[3]
- Jeffrey Katzenberg, Filmproduzent[6]
- Philip Knight, Gründer von Nike[4]
- Robert K. Kraft, Unternehmer und Eigentümer der New England Patriots[3]
- Jared Kushner, Unternehmer[6]
- Ashton Kutcher, Schauspieler
- Lee Jae-yong, CEO von Samsung Electronics[4]
- Michael Morell,  CIA-Direktor[3]
- Rupert Murdoch, Verleger und Unternehmer[8]
- Elon Musk, CEO von SpaceX und Tesla[9]
- Satya Nadella, CEO von Microsoft[6]
- Larry Page, Gründer von Google[4]
- David Petraeus, General der US Army und Direktor der CIA[1]
- Sydney Pollack, Filmregisseur, Filmproduzent und Schauspieler[10]
- Mike Pompeo, CIA-Direktor und US-Außenminister[11]
- Sundar Pichai, CEO von Alphabet Inc.
- Wilbur Ross, US-Handelsminister[4]
- Eric Schmidt, CEO von Google[2]
- Sheryl Sandberg, COO von Facebook[3]
- George Tenet, CIA-Direktor[11]
- Peter Thiel, Investor[12]
- Ivanka Trump, Unternehmerin[6]
- JD Vance, Politiker und US-Vizepräsident[6]
- Harvey Weinstein, Filmproduzent und verurteilter Sexualverbrecher[4]
- Oprah Winfrey, Talkshow-Moderatorin[4]
- Anne Wojcicki, Gründerin von 23andMe[4]
- Jerry Yang, Mitbegründer von Yahoo![4]
- Jeff Zucker, CEO von CNN Worldwide und Präsident von NBC Universal[13]
- Mark Zuckerberg, Gründer von Facebook[9]